# Museu Histórico e Geográfico de Campina Grande
Museu Histórico e Geográfico de Campina Grande é um museu brasileiro, e está localizado na Avenida Floriano Peixoto, em Campina Grande, Paraíba.

## História
O prédio onde hoje funciona o Museu Histórico e Geográfico de Campina Grande teve sua construção iniciada em 1812 e inauguração em 1814, no largo da Matriz (atual Avenida Floriano Peixoto). A princípio, o prédio foi construído como a primeira cadeia de Campina Grande, 24 anos depois de esta se tornar Vila, a Vila Nova da Rainha. Durante 60 anos, o térreo serviu de cadeia e o primeiro andar funcionou como a "Casa da Câmara" (atual Câmara Municipal)).
Em 1824, a Vila Nova da Rainha participou da Confederação do Equador, dando auxílio com a "hospedagem" de presos trazidos do Ceará. Frei Caneca, participante da revolução, ficou preso no prédio da cadeia, onde hoje existe o Museu Histórico e Geográfico.
Em 13 de janeiro de 1896, foi inaugurada a Estação Telegráfica inicialmente denominada "Estação Telefônica". A frase "Telegrapho Nacional" ainda hoje se encontra estampada no topo do prédio.
Foi em janeiro de 1983, durante gestão do prefeito Enivaldo Ribeiro, que o prédio foi utilizado para sediar o museu histórico.

## Acervo
O acervo do museu dedica-se ao desenvolvimento histórico, social e cultural de Campina Grande. Possui Fotografias, artigos, mapas, móveis, armas, veículos, joias, bonecos e ferramentas organizados de forma a contar a história da cidade.